# Шокалски (остров)
Остров Шокалски (до 1926 г. Агнеса) (на руски: Шокальского остров) е остров в южната част на Карско море, в най-северната част част на Ямало-Ненецкия автономен окръг на Русия. Разположен е при входа на Обската губа, северно от полуостров Явай (северно продължание на Гиданския полуостров), от който го отделя Гиданския проток с ширина 6 km. Дължина от север на юг около 30 km, ширина до 20 km, площ 428 km2. Повърхността му е равнинна с височина до 27 m. Покрит е с тундрова растителност. Островът е открит от норвежкия полярен изследовател Д. Вардропер през 1922 г., който го наименува Агнеса. През 1926 г. е преименуван на Шокалски в чест на видния руски океанограф, географ и картограф Юлинй Михайлович Шокалски. 